# Bartolomeu Costa-Amic
Bartolomeu Costa-Amic (Centellas, Barcelona, 1911 - Ciudad de México, 16 de enero de 2002) fue un político y editor español, exiliado del franquismo en México.

## Biografía
Estudió en la Escuela de Funcionarios de la Generalidad de Cataluña, donde se licenció en Administración Pública, y en el colegio Ateneo Politécnico de Madrid. De joven militó en el Partido Obrero de Unificación Marxista y el Bloque Obrero y Campesino. Fue delegado en noviembre de 1936 como miembro del POUM en México a fin de conseguir dinero y armas, y con el encargo de Andrés Nin para entrevistarse con  Lázaro Cárdenas, presidente de México, a fin de solicitar asilo político para León Trotski, según relata en sus memorias.
Al regresar a México en noviembre de 1940, esta vez como exiliado de la dictadura franquista, sólo tenía una ligera experiencia editorial adquirida por el contacto con el trabajo de su tío Josep Costa Ferrer en revistas satíricas barcelonesas cómo L'Esquella de la Torratxa o La Campana de Gràcia. También, de joven, Costa-Amic había participado en la elaboración de alguna revista, si bien su futuro profesional se orientaba hacia la administración pública. 
Una vez instalado en Ciudad de México, tras una breve estancia en la ciudad de San Andrés Tuxtla, se dio cuenta de la existencia de un amplio público lector que la deficiente industria editorial mexicana no podía satisfacer. Ante este hecho decidió iniciar varios proyectos relacionados con el mundo del libro, como negocio y como herramienta de promoción cultural, además de dar nuevas oportunidades a los autores más jóvenes. Llevó a cabo este ambicioso propósito y podía enorgullecerse de haber editado casi dos mil títulos. Él mismo decía:

"Al llarg dels anys hem tractat d'impulsar la cultura de Mèxic. Hem procurat posar el llibre a l'abast de l'home comú. Per desgràcia entre nosaltres el llibre no és vist com un article de primera necessitat, sinó de cinquena, d'última... Els editors hem de procurar que per a aquest home comú el llibre es converteixi en un element indispensable, oferint-li una lectura amena, que li permeti desenvolupar el gust per llegir... Si no es tracta d'autors consagrats o de temes polítics, econòmics o socials que se situïn en un moment determinat i que exigeixin una publicitat immediata, és molt difícil la publicació de llibres en el nostre mitjà. El veritable editor fa el seu treball per amor al llibre i a la cultura."
A lo largo de los años hemos tratado de impulsar la cultura de México. Hemos procurado poner el libro al alcance del hombre común. Por desgracia entre nosotros el libro no es visto como un artículo de primera necesidad, sino de quinta, de última... Los editores tenemos que procurar que para este hombre común el libro se convierta en un elemento indispensable, ofreciéndole una lectura amena, que le permita desarrollar el gusto por leer... Si no se trata de autores consagrados o de temas políticos, económicos o sociales que se sitúen en un momento determinado y que exijan una publicidad inmediata, es muy difícil la publicación de libros en nuestro medio. El verdadero editor hace su trabajo por amor al libro y a la cultura.

En 1940 fundó Ediciones Libres con su amigo Julián Gorkin y los mexicanos Ermilo Abreu Gómez, José Muñoz Cota y David Castañeda. En 1942 se estableció por su cuenta y dirigió Ediciones Quetzal y ‘Altres-Costa-Amic/B. Costa-Amic’. Publicó unos mil quinientos libros de autores mexicanos y unos cincuenta en catalán, reeditando obras de Ausiàs March, Bernat Metge, Verdaguer o Prat de la Riba, Rafael Tasis o Pere Foix entre otros, siendo el editor más importante en obras publicadas en este idioma en el extranjero. A la vez, fue uno de los miembros más reconocidos de la organización Comunidad Catalana de México. 
De 1948 a 1954 vivió en Guatemala, donde se encargó de la Secretaría de Educación de dicho país, tras lo cual regresó a México.
Recibió la Cruz de Sant Jordi de la Generalidad de Cataluña en 1986, quien también le otorgó el premio Catalunya Enfora en 1989.

## Obras
- Colom, catalán de Mallorca, sobrino de los Reyes Católicos (México, 1989)
- León Trotsky y Andreu Nin, dos asesinatos del stalinismo (aclarando la historia) (México, 1994)